# Northfield (hrabstwo Franklin)
Northfield – jednostka osadnicza w Stanach Zjednoczonych, w stanie Massachusetts, w hrabstwie Franklin.